# Wladimir Jakowlewitsch Klimow

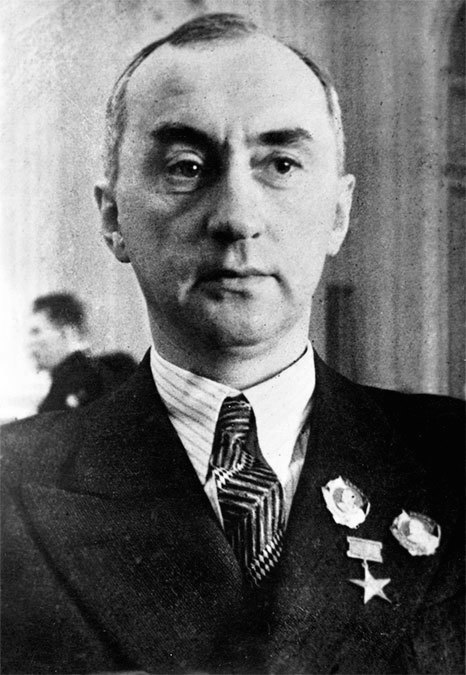
Wladimir Klimow, 1941

Wladimir Jakowlewitsch Klimow (russisch Владимир Яковлевич Климов, wiss. Transliteration Vladimir Jakovlevič Klimov; * 11. Julijul. / 23. Juli 1892greg. in Moskau; † 9. September 1962 ebenda) war ein sowjetischer Konstrukteur von Flugzeugmotoren. Zuletzt bekleidete er den Rang eines Generalmajors des Ingenieurtechnischen Dienstes.

## Leben
Klimow besuchte als Elfjähriger ab 1903 eine spezielle Moskauer Schule, in der er zum Mechaniker ausgebildet wurde und die er 1910 abschloss. Anschließend wechselte er auf die Technische Hochschule, wo er begann, sich mit Verbrennungsmotoren zu beschäftigen. Sein Praktikum absolvierte er in einem Petrograder Mechanikbetrieb. 1916 schloss Klimow sein Studium mit einer Diplomarbeit über eine Flugmotor-Konstruktion ab. Anschließend wurde ihm ein Stipendium zur Fortsetzung seiner Studien angeboten, das aber durch die politischen Ereignisse nicht mehr zum Tragen kam. So arbeitete Klimow nach dem Umsturz eine Zeitlang in der Entwicklungsabteilung eines Motorenwerkes für Kraftfahrzeuge.
Im Jahre 1918 begann er seine Tätigkeit als Dozent an der Moskauer Technischen Hochschule, der Schukowski-Militärakademie sowie des Staatlichen Luftfahrtinstitutes und wirkte ebenfalls als Luftfahrtingenieur in einigen Flugzeugwerken und Forschungsinstituten bei verschiedenen Projekten mit.
In seiner Eigenschaft als Mitglied des wissenschaftlich-technischen Rates der Luftstreitkräfte, in den er ebenfalls berufen worden war, unternahm Klimow mehrere Auslandsreisen, um für die gerade im Aufbau befindlichen Militärfliegerkräfte Lizenzrechte für verschiedene Triebwerke zu erwerben. Anfang der 1920er Jahre reiste er nach Frankreich und handelte die Produktion eines Hispano-Suiza-Motors aus. Auch erstand er 1924 in Deutschland 100 BMW-Triebwerke und erwarb 1928 die Rechte zum Nachbau eines französischen Gnome-Rhône-Motors, von dem er zusätzlich noch 200 Stück kaufte. In die Sowjetunion zurückgekehrt, organisierte er als technischer Direktor dessen Produktion. Von 1925 bis 1930 arbeitete er außerdem an der Entwicklung der Sternmotoren M-12 und M-23 sowie des V12-Triebwerks M-13 mit. 1931 wurde er am Zentralinstitut für Flugmotoren Abteilungsleiter für den Bereich Benzinmotoren, wo er auch mit der Erprobung des AM-34 beschäftigt war.
Aus den Erfahrungen einer 1933 durchgeführten Frankreichreise heraus gründete er 1935 in Sankt Petersburg das OKB-117, ein Entwicklungsbüro für Triebwerke, zu dessen Chefkonstrukteur er ernannt wurde. Dort wurde unter seiner Leitung aus dem ab 1934 in Lizenz gefertigten französischen Flugmotor Hispano-Suiza 12Ybr der M-100 entwickelt, der im Bombenflugzeug SB-2 Verwendung fand, sowie dessen Nachfolger M-103. Den größten Erfolg zu dieser Zeit errang sein Kollektiv mit der Entwicklung des M-105-V12-Triebwerks, das in verschiedenen Typen des Zweiten Weltkrieges zum Einsatz kam, so in den Bombenflugzeugen Jer-2 und Pe-2, in dem Jagdflugzeug LaGG-3 sowie der Jakowlewschen Erfolgsreihe Jak-1, -3, -7 und -9. Das zu Ehren seines Konstrukteurs in WK-105 umbenannte Aggregat wurde einschließlich seiner verschiedenen Varianten einer der meistgebauten sowjetischen Flugzeugmotoren. Klimow erhielt für die Konstruktion 1943 zum zweiten Mal den Staatspreis. 1944 wurde er zum Generalmajor des Ingenieurtechnischen Dienstes befördert.

Nach dem Krieg konzentrierte sich Klimows Konstruktionsbüro auf die Entwicklung von Strahltriebwerken und orientierte sich dabei an den britischen Rolls-Royce-Turbinen Derwent und Nene, die als RD-500 und RD-45 nachgebaut wurden. Aus dem RD-45 entstand das erste sowjetische Strahltriebwerk Klimow WK-1 und dessen Derivate, mit dem die Kampfflugzeuge MiG-15 und MiG-17, der taktische Bomber Il-28 und weitere Typen ausgerüstet wurden. Vom WK-1 wurden – neben der Lizenzfertigung in Polen und China – etwa 20.000 Stück produziert.
Als Wladimir Klimow 1962 starb, war er fünffacher Träger des Leninordens, zweifacher Held der sozialistischen Arbeit (1940, 1957), vierfacher Staatspreisträger (1941, 1943, 1946, 1949), Träger des Suworow-Ordens (1944, 1945) und ordentliches Mitglied der Akademie der Wissenschaften der UdSSR (1953). Er ist Autor des Atlas der Konstruktionen von Flugzeugtriebwerken, erschienen in zwei Teilen 1935 und 1938.
Der aus seinem OKB entstandene Triebwerkshersteller Klimow trägt noch heute seinen Namen.